# Herman van Lippe-Schwalenberg
Herman (22 december 1590 – 23 augustus 1620) was graaf van Lippe-Schwalenberg van 1613 tot 1620. Hij was een zoon van graaf Simon VI en Elisabeth van Holstein-Schaumburg.
Na de dood van hun vader volgt zijn oudste broer Simon hem op in Lippe, terwijl de jongere broers delen van het land als apanage krijgen. Herman krijgt de heerlijkheid Schwalenberg. In 1620 sterft hij ongehuwd en kinderloos, waarna Schwalenberg geërfd wordt door de hoofdlinie Lippe-Detmold.